# نظام الشم
نظام الشم أو جهاز الشم أو حاسة الشم (بالإنجليزية: Olfactory system)‏ هو جزء من النظام الحسي يُستخدم في علمية الشم، وتمتلك معظم الثدييات والزواحف نظامًا شميًا رئيسيًا ونظامًا شميًا إضافيًا، حيث يقوم النظام الرئيسي بالكشف عن الروائح المحمولة في الجو، في حين يكشف النظام الإضافي عن محفزات المرحلة السائلة.
غالبًا ما يشار إلى حاستي الشم والتذوق معًا على أنهما نظام المستقبل الكيميائي، نظرًا لأن كلا منهما يرسل للدماغ معلومات حول التركيب الكيميائي للأجسام من خلال عملية تُسمى التنبيغ.

## التركيب

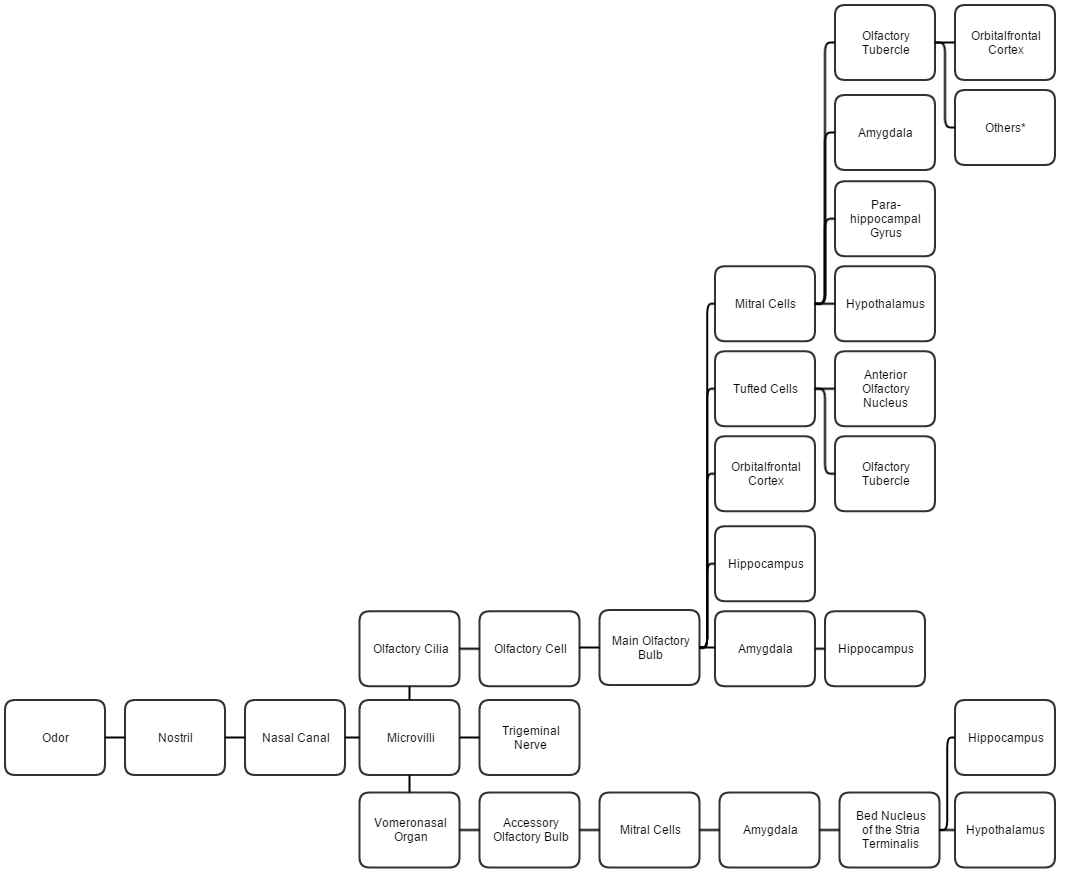
يتتبع هذا المخطط (ما لم يذكر خلاف ذلك) إسقاطات مسارات جميع البنى المعروفة المرتبطة بالشم حتي نهاياتها في الدماغ البشري.

### الطرفي أو المحيطي
يتكون النظام الشمّي الطرفي بشكل أساسي من المنخر، العظم الغربالي، التجويف الأنفي، والظهارة الشمية (وهي طبقات من الأنسجة الرقيقة مغطاة بالمخاط وتُبطن التجويف الأنفي). وتُعتبر المكونات الأساسية لطبقات الأنسجة الطلائية هي الأغشية المخاطية، الغدد الشمية، الخلايا العصبية الشمية، والألياف الواردة من الأعصاب الشمية.
يمكن لجزيئات الرائحة أن تدخل المسار الطرفي وتصل إلى تجويف الأنف إما من خلال المنخر أثناء الاستنشاق (الشم الأمامي) أو من خلال الحلق عندما يدفع اللسان الهواء إلى مؤخرة التجويف الأنفي أثناء المضغ أو البلع (الشم خلفي). ثم يُذيب المخاط الموجود علي سطح الظهارة الشمية المبطنة للتجويف الأنفي جزيئات الرائحة، وتحتوي الظهارة الشمية غدد مخاطية وشمية تُفرز الإنزيمات الأيضية الموجودة في المخاط.
التنبيغ

جهد الفعل المنتشر خلال المحور العصبي بسبب المحفزات الشمية (الروائح).

تكتشف الخلايا العصبية الشمية الموجودة في الظهارة الشمية جزيئات الرائحة المتحللة في المخاط، وتنقل معلومات عن الرائحة إلى الدماغ من خلال عملية تُسمى التنبيغ. وهذه الخلايا العصبية الشمية لها أهداب (شعيرات صغيرة) تحتوي على مستقبلات شمية ترتبط بجزيئات الرائحة، ويتولد عن هذا الارتباط استجابة كهربائية تنتشر عبر ألياف الأعصاب الحسية في مؤخرة التجويف الأنفي.
تنقل الأعصاب والألياف الشمية المعلومات الكهربائية عن الرائحة من النظام الطرفي إلى النظام المركزي في الدماغ، والذي يُفصل عن الظهارة الشمية من قِبل الصفيحة المصفوية للعظم الغربالي، حيث تمر الألياف العصبية الشمية عبر الصفيحة المصفوية، لتصل الظهارة الشمية بالجهاز النطاقي عند البصلة الشمية . 

### المركزي

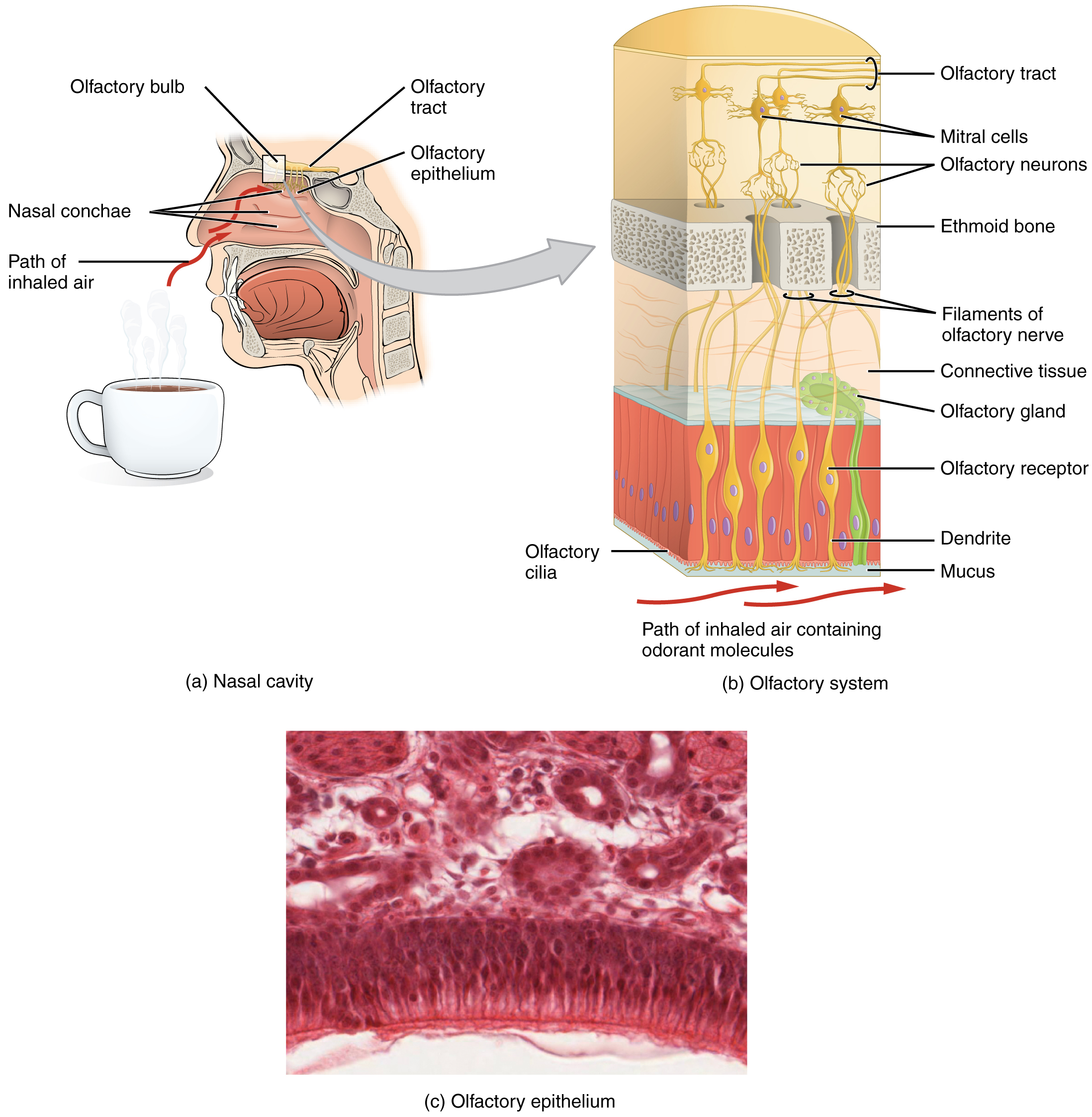
تفصيل حاسة الشم

تنقل البصلة الشمية الرئيسية الإشارات الكهربية إلى كل من الخلايا الملفوفة والمترالية، والتي تساعد بدورها على تحديد تركيز الرائحة انطلاقا من مقدار الوقت الذي ترسل فيه العصبونات المعينة الإشارات (يسمى «رمز التوقيت»). كما تلاحظ هذه الخلايا أيضًا الاختلافات بين الروائح الشديدة التماثل، وتستخدم بيانات للمساعدة في التعرف عليها لاحقًا. تختلف هذه الخلايا عن بعضها، فالخلايا المترالية ينخفض معدل ارسالها ويمكن تثبيطها بسهولة من قبل الخلايا المجاورة، في حين أن الخلايا الملفوفة تكون لديها معدلات إرسال عالية كما أنه أكثر صعوبة فيما يتعلق بالتثبيط.
يحوي المعقف القشرة الشمية المشتملة على القشرة الكمثرية (القشرة الجبهية الحجابية الخلفية)، اللوزة الدماغية، الدرنة الشمية، والتلفيف المجاور للحصين.
ترتبط الدرنة الشمية بالعديد من المناطق كاللوزة الدماغية، المهاد، تحت المهاد، قرن آمون (الحصين)، جذع الدماغ، شبكية العين، القشرة السمعية، ونظام الشم. حيث تحتوي على ما مجموعهد27 مدخلا و20 مخرجا. وعن دورها بشكل مبسط يمكن القول أنه: فحص غرضه التأكد من أن الإشارات الشمية القادمة سببها رائحة فعلية وليست بسبب تهييج للأهداب، وتنظيم السلوك الحركي (في المقام الأول الاجتماعية والقوالب النمطية) المصاحب للرائحة، ودمج المعلومات الحسية السمعية والشمية لإكمال المهام المذكورة، ولعب دورًا في نقل الإشارات الإيجابية لمستشعرات المكافئة (ومن ثم فهي داخلة في عملية الإدمان).
تعالج اللوزة الدماغية (خلال عملية الشم) إشارات الفيرمونات والالومونات والكيرومونات، ونظرًا لتطور الدماغ فإن هذه المعالجة تكون ثانوية وبالتالي لا يتم ملاحظتها بشكل كبير في التفاعلات البشرية. وتشمل الالومونات روائح الزهور، ومبيدات الأعشاب الطبيعية، والمواد الكيميائية الطبيعية السامة للنباتات. وتأتي معلومات هذه العمليات من العضو الميكعي الأنفي بشكل غير مباشر عبر البصلة الشمية. وتُستخدم إشارات البصلة الشمية الرئيسية في دمج الروائح مع الأسماء والتعرف على الفروق بين الروائح.
يُمثل السطر الانتهائي مسارا للمعلومات بين اللوزة وتحت المهاد، وكذلك بين تحت المهاد والغدة النخامية. وغالبا ما تؤدي الاضطرابات فيه إلى ارتباك جنسي وعدم نضج. كما يتصل السطر الانتهائي أيضا بمنطقة الحاجز، المكافئة للسلوك الجنسي.
تعمل الإشارات التاجية إلى منطقة تحت المهاد على تعزيز أو تثبيط الإطعام، في حين أن الإشارات القادمة من البصلة الشمية الزائدة تنظم العمليات التكاثرية والانعكاسية المرتبطة بالروائح.
يتلقى قرن آمون (الحصين) تقريباً جميع معلوماته الشمية من اللوزة (على الرغم من ضعف ارتباطه بالبصلة الشمية الرئيسية). ويُعزز الحصين من الذكريات الموجودة ويضيف ذكريات جديدة.
بالمثل يقوم التلفيف المجاور لقرن آمون (التلفيف المجاور للحصين) بتشفير وتميز وصياغة الأحاسيس، كما يحوي الخريطة الطوبوغرافية للشم.
ترتبط القشرة الأمامية المدارية ارتباطًا كبيرًا بالتلفيف الحزامي ومنطقة الفاصل لتنفيس التعزيزات الإيجابية أو السلبية، كما تُمثل توقع المكافأة أو العقوبة استجابة للمثيرات، وكذلك تُمثل العاطفة والمكافأة خلال عملية صنع القرار.
توزع النواة الأمامية الشمية إشارات متبادلة بين البصلة الشمية والقشرة المخية، كما أنها حاوية ذاكرة الشم.

1. بصلة شمية 2. خلية مترالية 3. عظم 4.ظهارة شمية 5.كبيبة شمية 6.مستقبل شمي

## الأهمية السريرية
تُعرف حالة فقدان حاسة الشم باسم فقد الشم، والتي يمكن أن تحدث على أحد أو كلا الجانبين.
يمكن تقسيم المشاكل الشمية إلى أنواع مختلفة بناءً على نوع الخلل الوظيفي، فيمكن أن يكون الخلل الشمي كليا (فقد الشم)، جزئيا (ضعف الشم)، مشوه، أو متميزا بوجود أحاسيس تلقائية (شم استيهامي). ويطلق على حالة عدم القدرة على تمييز الروائح برغم وجود نظام شم يعمل بشكل طبيعي اسم عمه شمي، وتجسد حالة فرط الشم مرضا نادرا يتجسد في حدة غير طبيعية في حاسة الشم. ويمكن لمشاكل الشم (كما هو الحال في النظر أو أي عضو مزدوج في الجسم) أن يكون أحادي (في ناحية واحدة فقط) أو ثنائي (في كلا الناحيتين) الجانب، وفي حالة إصابة الناحيتين يطلق على الحالة اسم فقد الشم الثنائي.
يؤدي تلف أضرار البصلة الشمية أو السبيل الشمي أو القشرة الأساسية إلى فقد الشم في نفس جانب التلف، كما أن الآفات المهيجة للمعقف تتسبب في هلاوس شمية.
يمكن أن تحدث الأضرار التي تصيب النظام الشمي من خلال إصابات الدماغ الرضية، أو السرطانات، أو العدوى، أو استنشاق الأدخنة السامة، أو الأمراض العصبية التنكسية مثل مرض باركنسون وألزهايمر، وهذه الحلات قد تسبب فقد الشم. على النقيض من ذلك فإن النتائج الأخيرة للدراشات تشير إلى أن الجوانب الجزيئية للخلل الشمي الوظيفي يمكن تمييزه كعلامة مميزة للأمراض المرتبطة بتكوّن الأميلويد، وقد تكون هناك علاقة سببية من خلال تعطيل نقل وتخزين أيونات معدنية متعددة التكافؤ. ويمكن للأطباء اكتشاف الضرر اللاحق بنظام الشم عن طريق تعريض المريض للروائح بعد إغلاق أعينهم ومحاولة التعرف عليها، وقبل الجزم بالتشخيص بأن هناك ضرر دائم في النظام الشمي فإنه يجب على الأطباء استبعاد الأمراض الأخرى التي تمنع أو تعيق «حاسة الشم» مثل نزلات البرد المزمنة أو الجيوب الأنفية .

### أسباب الخلل الشمي

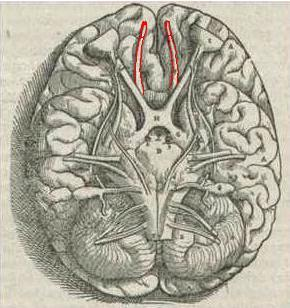

تتضمن أكثر أسباب ضعف الشم كل من تقدم العمر، والالتهابات الفيروسية، والتعرض للمواد الكيميائية السامة، وصدمات الرأس، والأمراض العصبية التنكسية.

#### العمر
يُمثل العمر السبب الأقوى لتراجع حاسة الشم لدى البالغين الأصحاء مقدما على تأثير التدخين، وغالبًا ما تمر التغيرات الشمية المرتبطة بالعمر دون أن يلاحظها أحدًا، ونادراً ما تُختبر حاشة الشم سريريًا على عكس حاسة السمع والبصر. ويعاني 2 ٪ من الأشخاص الذين هم تحت سن 65 سنة من مشاكل شمية مزمنة، ويزداد الرقم بشكل كبير بين الأشخاص الذين تتراوح أعمارهم بين 65 و 80 ويعاني نصفهم تقريبا من مشاكل شمية كبيرة. فيما يرتفع الرقم في الأشخاص الذين هم فوق سن 80 إلى 75٪ تقريبًا. ويتضمن أساس التغيرات الشمية المرتبطة بالعمر انسداد الصفيحة المصفوية، والأضرار المتراكمة تجاه المستقبلات الشمية نتيجة تكرار العدوى الفيروسية وغيرها من المشاكل.

#### العدوى الفيروسية
تُمثل عدوى الجهاز التنفسي العلوي السبب الأكثر شيوعًا لحدوث ضعف أو فقد دائم في حاسة الشم، ولا تتغير مثل هذه الاضطرابات بمرو الوقت، بل إنها يمكن أن تعكس في بعض الأحيان تلفًا ليس فقط في الظهارة الشمية، ولكن أيضًا في التركيبات الشمية المركزية نتيجة غزو الفيروس للدماغ. ومن بين هذه الاضطرابات الفيروسة الزكام، التهاب الكبد، الأنفلونزا، الأمراض الشبيهة بالإنفلونزا، وكذلك الهربس، ومعظم الالتهابات الفيروسية لا يمكن التعرف عليها لأنها تكون بسيطة أو خالية تماما من الأعراض.

#### التعرض للمواد الكيميائية السامة
يمكن أن يؤدي التعرض المزمن لبعض السموم المحمولة جواً مثل مبيدات الأعشاب والآفات والمذيبات والمعادن الثقيلة (مثل الكادميوم والكروم والنيكل والمنجنيز) إلى تغير في القدرة على الشم، وهذه المركبات لا تضر فقط بالظهارة الشمية، ولكنها محتمل أن تدخل الدماغ عبر الغشاء المخاطي الشمي.

#### رضوض الرأس
يعتمد ضعف الشم الناتج عن رضوض (صدمات) الرأس على شدة الصدمة، وتؤدي الصدمة القادمة من الخلف أو الجنب إلى المزيد من الضرر تجاه النظام الشمي أكثر من الصدمات القادمة من الأمام.

#### الأمراض العصبية التنكسية (التحللية)
لاحظ أطباء الأعصاب أن الخلل الشمي يُمثل سمة أساسية للعديد من الأمراض العصبية التنكسية مثل مرض باركنسون وألزهايمر، ومعظم هؤلاء المرضى كانوا غير مدركين للعجز الشمي حتى بعد الاختبار حيث أن 85٪ إلى 90٪ من المرضى في المراحل المبكرة أظهروا انخفاضا في نشاط تراكيب معالجة الرائحة المركزية.
من بين الأمراض العصبية التنكسية الأخرى التي تؤثر على حاسة الشم مرض هنتنغتون، والخرف المتعدد الاحتشاء، والتصلب الجانبي الضموري، والفصام، وقد كان لهذه الأمراض تأثيرات على حاسة الشم أكثر اعتدالا من مرض الزهايمر أوباركنسون. وقد أدت هذه النتائج إلى اقتراح قائل بأن اختبار حاسة الشم قد يساعد في تشخيص العديد من الأمراض العصبية التنكسية المختلفة.
ارتبطت أيضا الأمراض العصبية التنكسيّة ذات المحدّدات الوراثية باضطراب حاسة الشم، طبقا لما وُجد على سبيل المثال في المرضى الذين يعانون من مرض باركنسون العائلي أو الذين يعانون من متلازمة داون. وخلصت دراسات أخرى إلى أن فقدان حاسة الشم قد يكون مرتبطًا بالإعاقة الذهنية، وليس بسبب أي مرض شبيه بمرض الزهايمر.
يرتبط مرض هنتنغتون أيضًا بمشاكل في تمييز الروائح والكشف عنها وتذكرها، وتكون المشكلة سائدة بمجرد ظهور المكونات الظاهرة للمرض، على الرغم من أنه من غير المعروف إلى أي مدى يمكن أن تسبق اضطرابات الشم هذه المكونات الظاهرة.

## التاريخ
فاز كل من ليندا باك وريتشارد أكسل بجائزة نوبل في الطب أو علم وظائف الأعضاء عام 2004 بسبب أعمالهما المتعلقة بنظام الشم.